# 象式重驅逐戰車
象式重驅逐戰車（德語：Jagdpanzer Elefant），是第二次世界大戰中德意志國防軍所使用的驅逐戰車。制式編號為Sd.Kfz.184。初期的名稱為8.8厘米43式2型反戰車砲搭載突擊砲（Sturmgeschütz mit 8.8cm Pak43/2）及虎(P)戰車驅逐車（Panzerjäger Tiger (P)）。後於1943年的一次會議中被正式命名為斐迪南（Ferdinand），而於1944年2月27日，在希特勒的建議下改稱為象式（Elefant）。

## 開發

象式重驅逐戰車的前身，VK4501(P)的設計圖。

1942年10月，保時捷與亨舍爾兩間公司在進行了虎I試作車的最終對比實驗，結果是採用了亨舍爾的VK4501(H)。
不過早在在實驗之前，由於希特勒很喜歡斐迪南·保時捷所設計的VK4501(P)（虎(P)、保時捷虎式），所以在審查結果公佈前已經批准生產90台保時捷虎式的底盤，而克虜伯亦為此交付了可供100輛戰車使用的裝甲板。正因不希望浪費這些已經完成的底盤，為此希特勒於1942年9月22日，下令將這些底盤改裝成不可旋转砲塔的突擊砲，再於9月26日正式知會保時捷，並由阿爾特馬克履帶工場共同參與研發。於10月14日，由於不再需要原先計劃搭載8.8厘米砲突擊砲的數量，因此重新檢討了該方案。1943年2月7日，希特勒在完全無視行駛裝置上的缺陷下，命令無論如何也要完成90輛裝備8.8厘米Pak43砲及前方裝甲達200毫米重防禦的戰車驅逐車。
在車體方面，由於後部需要設置較大的戰鬥室，因此引擎室被移往較前的位置，而發電用的引擎亦被換上可靠程度較高，由梅巴赫製造的2台HL120TRM水冷汽油引擎。該車的最大的特徵，是在驅動裝置上使用了電力推動的電動馬達，藉以取代負擔沈重的變速箱，該電動馬達為西門子·舒克特製造。
當時超過50噸的重戰車如虎式I沿用金属齿轮箱变速器传动技术，面对不断增长的车重，技术瓶颈浮现；行星齿轮变速器要么随引擎加大和车身加重而增重，且以人力换档愈发困难，要么保持轻巧却不得不常处于超负荷状态經常出現故障。為此保時捷选取了当时在大功率柴油火车机车上较成熟的电力耦合传动（现代重型坦克则大多采取液力耦合传动）。電力推動（即油電動力），就是使用引擎來推動發電機，而發電機就將所生產出的電力供應給電動馬達，這就可以減省了變速箱，更擁有無段變速這額外的好處。不過，以上只為理論上的好處，由於電力推動對比起直接由汽油引擎驅動的效率為差，因此在攀爬陡坡是會出現攀爬力不足的問題。另外，因為左右的動輪是分別以兩個馬達驅動，當時亦未采用同步马达技術，实际左右履带从汽油引擎至电力耦合传动到履带为两套独立的系统，要將兩個馬達調校至完全一致亦十分困難，所以要進行「筆直地前進」的動作并不簡單。不过因省去了變速箱就意味著不再需要變速桿频繁换档，亦令操縱负担减轻，所以将同步劣势和变速优势综合而言，操作上并無可批評，該部分甚少故障一事在運用部隊的報告中亦曾有所提及。
可是，大量生產馬達需要耗用不少貴重的銅，在當時資源貧乏的德國確實為一個很大的問題，這亦為不採用虎(P)的其中一個原因。再者，因該大型馬達的缘故，導致使用無線電通訊時出現電磁噪音，這個問題在最終也没有解決。

## 生產
1942年11月，尼伯龍根製作所接到製造90台（底盤編號150011～150100）能夠行駛的車體的訂單，並計劃於1943年2至4月的3個月內，分別完成15輛、35輛及40輛的製造。尼伯龍根會將製造完成的車體送到阿爾特馬克進行上部車體的組裝，原因是阿爾特馬克為唯一在製造突擊砲上擁有豐富經驗的公司，亦為虎(P)底盤改裝成突擊砲時負責上部車體的開發。
在奧巴托那公司方面，則開始全面更改虎(P)原型的車體。為了減小砲身突出車體外的部份，因此將上部車體置於後方，並將2台用作驅動發電機的引擊向移動至操縱室後方位置。奧巴托那將之前遺留下來的90台虎(P)車體進行改造，並於1943年1月完成了15輛、2月26輛、3月37輛及4月的12輛。
1943年2月6日，舉行了跟進並檢討「保時捷虎式底盤突擊砲」的總統會議，期間希特勒為表揚斐迪南·保時捷的貢獻而將製造中的車型命名為「斐迪南」。在製造過程中，由於行駛裝置零件供應出現樽頸、行駛實驗不足而導致阻延了生產。另外因需考慮了當時的戰況等問題，所以裝備與軍火部長亞伯特·史佩爾將斐迪南的生產交由尼伯龍根進行。由於尼伯龍根在一開始已參與過虎(P)車體的生產，以及擁有充足的組裝及搬運設備，所以能夠縮短生產及運送的時間。
尼伯龍根於1943年2月開始著手下部車體的製造，並在3月收訖了來自克虜伯的上部車體。於4月23日開始將隨時可以行駛的斐迪南送出生產線，而最後1輛則在1943年5月12日完成。
在作戰之前，亦有為這些車輛進行些微的修整及增加輔助裝甲板等工程。

## 投入實戰

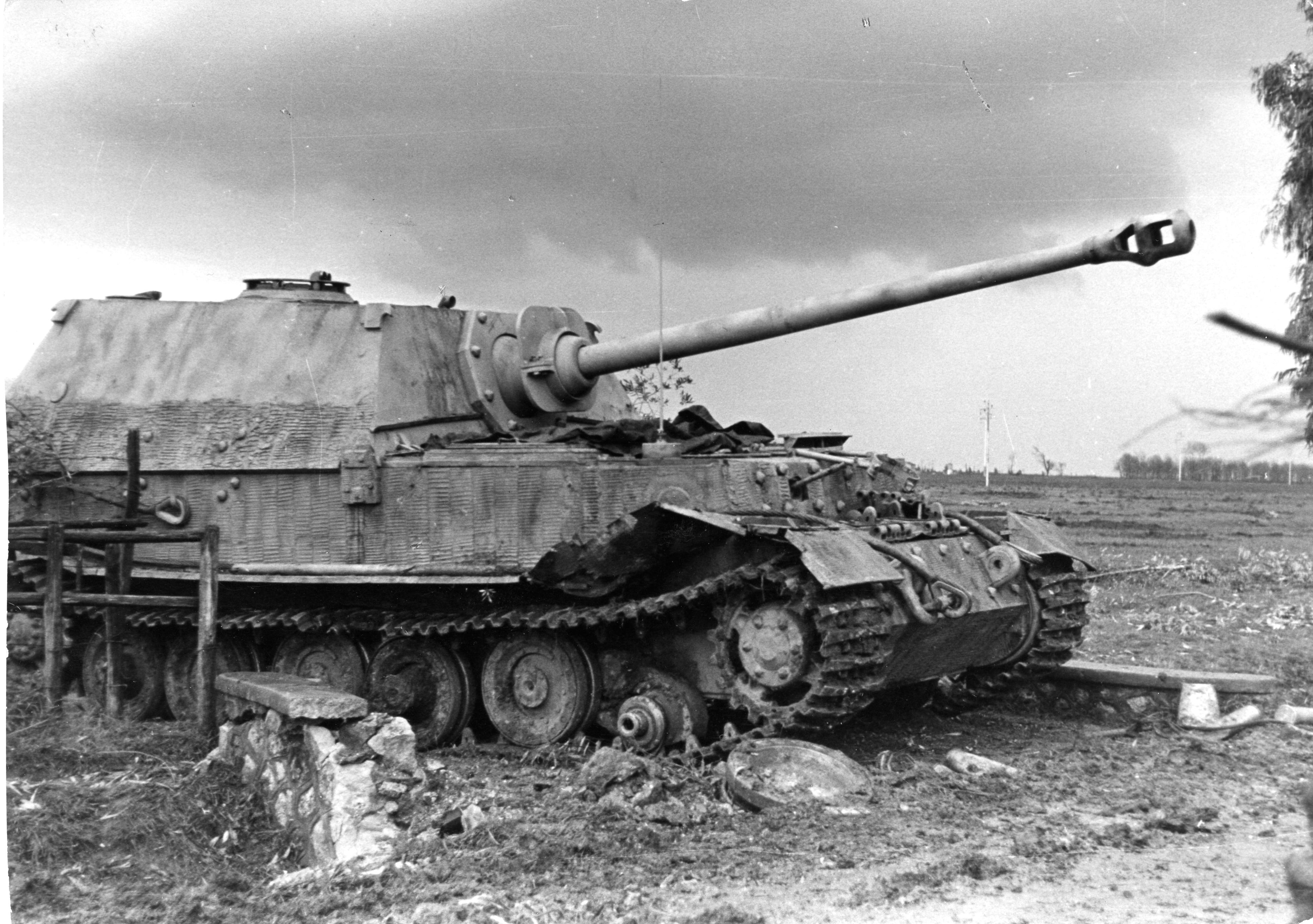
於1944年2月29日，在意大利戰線的聶圖諾對橋頭堡進行攻擊時，因誤踏地雷而被放棄的象式。該輛象式為隸屬於第653（重）戰車驅逐營第1連，並由古斯塔夫·葛羅斯上士所指揮

在取得「斐迪南」作為制式的名稱後，於1943年5月完成生產的90輛斐迪南被編配到第653及第654（重）戰車驅逐營。該兩個營與第216突擊戰車營共同組成第656（重）戰車驅逐團，並於1943年7月被投入到庫斯克會戰。
在庫斯克會戰開始前的1943年7月4日，整個團共有89輛斐迪南。但在7月5日至14日為止已損失了19輛。大部份是因為引擎室頂部通風用的格子孔被重砲彈直接擊中，這表明當時的戰況與砲擊的壓制相當激烈。當時在庫斯克一帶均被以鐵絲網、反戰車壕、地雷區及反戰車砲陣地組成並作縱深配置的防禦陣地包圍，這些防禦陣地由於擁有強力的砲擊支援而非常堅固。除了被敵彈擊毀外，另有4輛是因為馬達短路後發生火災而損失。到8月1日為止再損失了20輛，這時整個團還擁有50輛斐迪南，當中仍有26輛可隨時使用，有24輛正在進行維修。當遇上無法移動的車輛時均盡最大努力（將5輛18噸牽引車連在一起進行強行牽引，甚至還出現過動用虎I坦克強行牽引的極端事例）進行回收，並在進行適當的維修後再送回戰線，至於不得不放棄的車輛則由乘員進行爆破。
從作戰開始到8月6日為止，整個團已擊毀了敵方502輛戰車、約100門野砲及20門反戰車砲。到了8月26日，由於整個團損傷嚴重，為了進行休養及修整因此後退到第聶伯羅彼得羅夫斯克。其後，第654營裝備了獵豹式並進行改編，而在其它部隊完成維修後再返回前線。
11月5日，第653（重）戰車驅逐營取得的戰果為擊毀敵方582輛戰車、344門反戰車砲、133門火砲、103枝反戰車步槍、3架飛機、3輛裝甲偵察車及3輛突擊砲。後來更在11月25日，僅以2輌斐迪南擊毀了54輛敵軍戰車。到了11月29日，各車在記錄中已行駛了近2,000公里，亦因車輛需要進行全面檢查而向西面撤退。其後，斐迪南在接受維修後，名稱更改為象式。而部隊中的第1連被派到意大利戰線，其餘的則留在東部戰線直到戰爭結束。
斐迪南在戰術方面的評價相當高。於7月17日在海因茨·古德林所編寫的文件中，記述著斐迪南雖然經常蒙受嚴重損失，但卻能達成任務。在一次任務中，斐迪南不但突破了3線陣地，更深入5公里，不過尾隨的步兵因受到敵軍的砲擊阻擋，而且因沒有預備戰車而不能擴大突破範圍。在7月25日，隸屬於第653（重）戰車驅逐營的一位指揮官在報告中評價斐迪南與突擊砲並列為最強大的兵器。
話雖如此，報告上亦有提及斐迪南上的種種問題，包括輪軸上的橡膠零件(尤其是最近發電機艙的第五個負重輪軸)及履帶很容易損耗、發電用的引擊馬力不足壽命短、只要有破片與泥巴等異物跌入引擎室頂部的格子孔內就會令電動零件出現短路並起火。於7月25日送到斐迪南·保時捷的報告中，敘述了斐迪南的懸掛系統在行駛500公里後仍然沒有出現問題，而損壞的原因通常是被地雷破壞，但在鬆軟地質長時間行駛會快速損耗懸掛系統從動搖臂部分。另外在引擎、發電機方面卻經常發生故障，亦發現在引擎上出現了閥門破損、活塞粉碎及各部出現龜裂; 以及輔助發電機損耗極快、電池防護不足、冷卻器的冷卻液容易洩露，散熱風扇易損壞等情況。這是由於引擎馬力不足以及發電機反向旋轉所以負荷過高所致; 報告也提及了主砲非常容易卡殼，另外當車內溫度過高時主砲方向機會卡住，而且主砲炮盾與車體之間存在縫隙，有彈片從縫隙中打進戰斗室傷人和卡死主砲的案例。同時由於電傳動的因素，斐迪南戰斗室溫度過高，嚴重到出現了砲彈因為高溫變形而影響彈道、甚至是出現車內的信號槍彈藥因高溫自爆的案例。。
憑藉裝甲與火力深入敵陣，並受到敵方地雷及砲擊孤立的車輛，如果標準裝備內沒有機槍就很容易遭到步兵的肉搏攻擊，而且並不是單單向無法動彈的物件投擲KS式手投榴彈（投榴燒夷彈）使其燃燒這麼簡單，更有藉著肉搏攻擊成功摧毀能正常行駛的斐迪南，不過只為1宗靠夜襲才得手的個案。不過，欠缺車體機槍及同軸機槍等反步兵武裝確實被正視，所以在「象式」的車體前方加裝了機槍。
特別一提，斐迪南的輪軸部份只要受到地雷等的破壞引致無法移動，就會因巨大的重量而令回收困難，隨時要被迫將簡簡單單就能修理好的車輛引爆並放棄，第654營在波涅里車站周邊進行作戰時就因地雷而損失不少車輛。然而與敵方戰車進行戰鬥導致受損的斐迪南，只有1輛（由於車內沒有發生爆炸所以能夠維修，不過在最後仍然被放棄）是因為同時被7輛T-34及4門ZIS-3野砲集中射擊其車體下部的側面，除此以外並沒有其他記錄。
斐迪南的戰鬥力為蘇聯軍帶來很大的衝擊，只要看到德軍的自走砲就會稱其為「斐迪南」，而斐迪南亦成為強力戰車的代名詞（就為這個原因，在蘇聯的報告中出現的「擊毀斐迪南」，實際是擊毀除象式以外其他的自走砲或驅逐戰車）。

## 庫斯克會戰後

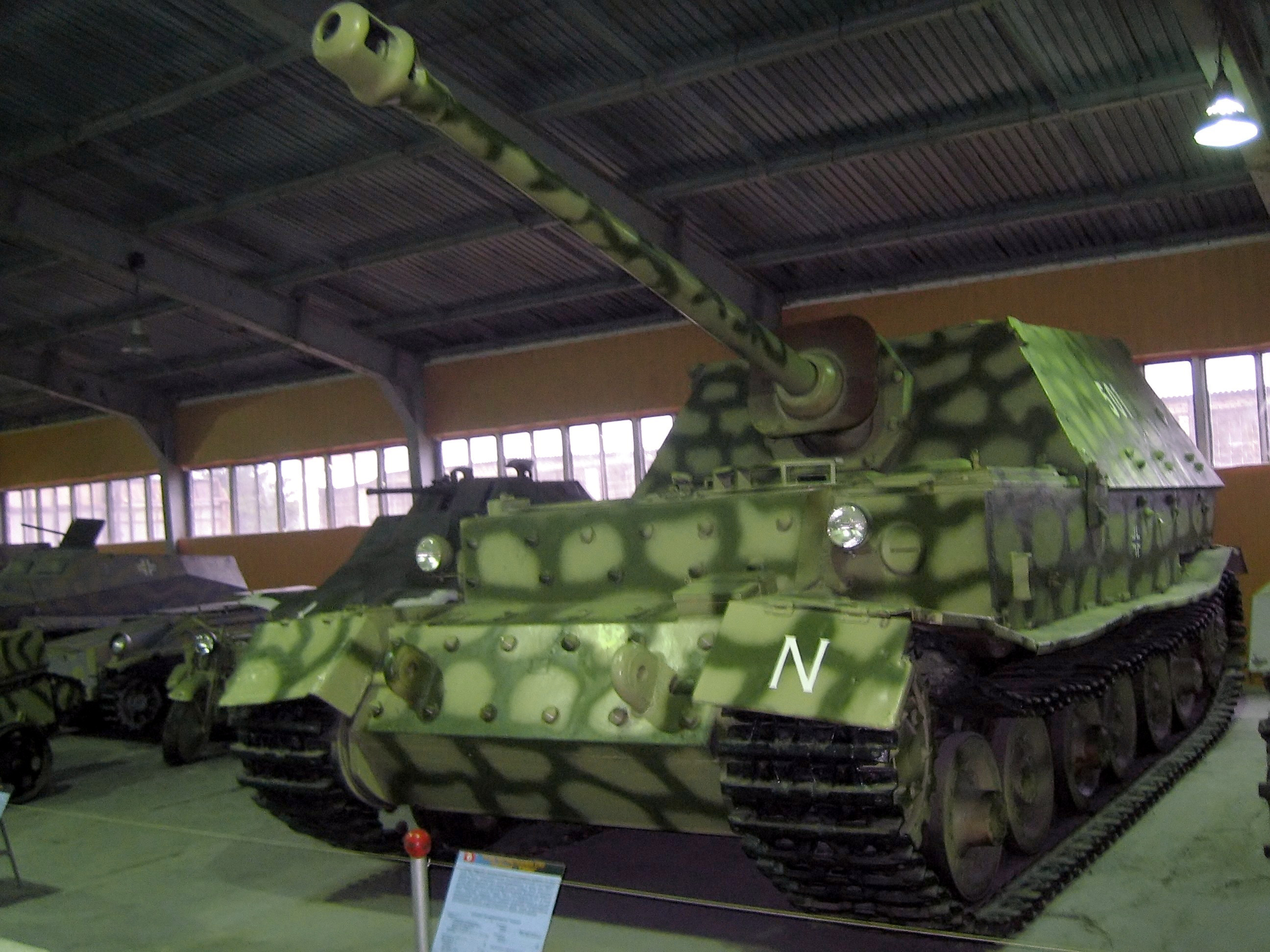
現存於庫賓卡戰車博物館，原隸屬於第654（重）戰車驅逐營，並由卡魯·海因兹·諾亞古上尉指揮並畫上營長車標記的斐迪南

庫斯克會戰結束後，仍然殘存的斐迪南全部被回收，共有48輛在車體前部加裝機槍並裝備了三號突擊砲採用的帶潛望鏡的車長塔，更換了HL120發動機以及敷設了防磁裝甲，另外履帶被替換，引擎室頂部的格子孔亦被強化，名稱也改為「象式」。第654（重）戰車驅逐營由於之前損失嚴重，因此被改編並轉為使用獵豹式，而剩下來的象式就為此全部引渡到第653（重）戰車驅逐營。當中第653營第1連有11輛被投入到意大利戰線，但是仍然在慢慢損失。於1944年6月在羅馬郊外的戰鬥中，有2輛殘存的象式在奮戰下擊毀美軍30輛戰車，而在月尾，第1連被調回東部戰線並與殘存的第2連與第3連會合（該2個連為擁有虎(P)戰車、豹式戰車回收車D型配上IV號戰車砲塔的指揮車，以及由T-34改造成的對空戰車等珍奇車輛）。
在1944年夏季蘇聯軍發動的巴格拉基昂行動中雖然奮起迎擊，但在同年8月仍然殘存的象式已減至14輌，第653營後來進行改編並轉用獵豹式，而象式則集中至第2連及將第2改為第614（重）戰車驅逐連，並與第653營分開，在東部戰線的別處作獨立運用。於1945年4月下旬仍然有4輌能正常操作，並在柏林的近郊措森有過戰鬥記錄。
關於斐迪南／象式的評價，在1980年代較舊的資料中多為「笨重而問題多，並不能經常使用的物件」。但是在1990年代後半，由於新出現很多來自德軍內關於運用上的報告書以及蘇聯軍邊方面的調查記錄，意外地發見電動驅動裝置的問題實際上並不多，另外敵我雙方亦對斐迪南／象式作出很高的評價。
而斐迪南／象式出現故障的原因，是因為所使用的輪軸零件原本只是設計給45噸級的戰車使用，安裝在其負荷上限外的巨大重量當然會出現嚴重損耗。雖然斐迪南／象式必須要每半個月進行一次的全面檢查，但在戰況激烈的現實底下並不實際，在發生故障或補給不足下被逼自爆及放棄的情況，成為1944年的戰鬥中大多數的損失理由。
另外於舊資料中，斐迪南於庫爾斯克會戰期間，給人的印象總是被蘇聯的肉攻班向其進行白兵攻擊，並蒙受巨大損失，但是，在蘇聯於當時對戰場上被遺棄的斐迪南進行調查，並確定擊毀原因的資料被公開後，就發現這與現實有所出入。

## 衍生型及變種
虎(P)戰車回收車

虎(P)在拆除砲塔後，與斐迪南同樣將引擎移動到車體中央，並在後方設置了小型戰鬥室及裝備了1挺MG34，而虎(P)戰車回收車一共製造了3輛。前方的裝甲並沒有增加，跟普通的虎式一樣是100毫米，而車上安裝的引擎以及更換砲管用組裝式的人力小型起重機，其能力只能用作將其他車輛拖出泥濘及搭載角材的程度，另外車上亦沒有裝備動力絞車。

## 倖存車輛

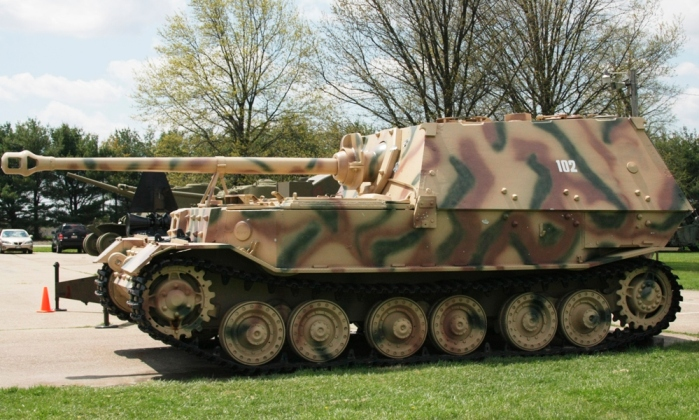
經復修並現存於美國陸軍軍械博物館的象式

時至今日，只有兩輛斐迪南／象式被保存了下来，有1輛原隸屬於第654（重）戰車驅逐營，編號為501的斐迪南現存放於俄羅斯的庫賓卡戰車博物館，而另外1輛存放於美國陸軍軍械博物館的則為象式，而該輛象式曾於2007至2008年間進行過公開展覽。

## 註腳
1. 1 2 3 4 5  『ティーガー戦車』、「ティーガー(P)戦車駆逐車[フェルディナント]」168頁。
2. 1 2 3 4 5 6 7 8 9 10 11 12 13  『ティーガー戦車』付録9、「ティーガー(P)戦車駆逐車エレファントの諸元」244頁。
3. ↑  『重駆逐戦車』、「フェルディナント／エレファント」55頁。
4. ↑  『重駆逐戦車』、「フェルディナント／エレファント」68頁。
5. 1 2 3 4  『重駆逐戦車』、「フェルディナント／エレファント」、69頁。
6. 1 2 3 4  『重駆逐戦車』、「フェルディナント／エレファント」98頁。
7. ↑  『ティーガー戦車』、110頁。
8. 1 2  『重駆逐戦車』、「フェルディナント／エレファント」52頁。
9. 1 2  『ティーガー戦車』、「ポルシェ製ティーガーのその後」115頁。
10. ↑  『重駆逐戦車』、「フェルディナント／エレファント」、84頁。
11. ↑  『重駆逐戦車』、「フェルディナント／エレファント」、83頁。
12. 1 2 3 4 5 6 7  『重駆逐戦車』、「フェルディナント／エレファント」、70頁。
13. ↑  『重駆逐戦車』、「フェルディナント／エレファント」、76頁から78頁。
14. 1 2 3 4 5 6  『重駆逐戦車』、「フェルディナント／エレファント」、78頁。
15. 1 2 3 4 5  『重駆逐戦車』、「フェルディナント／エレファント」、80頁。
16. 1 2 3  『重駆逐戦車』、「フェルディナント／エレファント」、105頁。
17. ↑  『重駆逐戦車』、「フェルディナント／エレファント」、96頁。
18. 1 2 3 4 5  『重駆逐戦車』、「フェルディナント／エレファント」、86頁。
19. 1 2  『重駆逐戦車』、「フェルディナント／エレファント」、99頁。
20. ↑  『重駆逐戦車』、「フェルディナント／エレファント」、113頁。
21. ↑  『グランドパワー』1998年7月号、デルタ出版。
22. ↑  『グランドパワー』2001年1月号、デルタ出版。
23. ↑  .   [2011-04-07]. （原始内容存档于2013-02-04）.

## 外部連結
- Information about the Panzerjäger Tiger(P) "Ferdinand/Elefant" at Panzerworld（页面存档备份，存于）
- World War II Vehicles
- Achtung Panzer（页面存档备份，存于） web site.
- Photogallery（页面存档备份，存于）
- Very large Russian photo gallery（页面存档备份，存于） (grayknight.narod.ru)
- Elefant at Aberdeen Proving Ground photos @ 5 Star General site（页面存档备份，存于）
- Photos of disabled and destroyed 'Ferdinands' of 5./schwere Panzerjäger-Abteilung 654 at Ponyri railway station during operation 'Zitadelle'